# Peter Inselkammer (Gastronom, 1940)
Peter Anton Matthias Inselkammer (* 5. November 1940) ist ein deutscher Gastwirt und Unternehmer aus der Familie Inselkammer.

## Leben
Peter Inselkammer ist der jüngste der drei Söhne von Franz Inselkammer, 4. Bräu von Aying, und dessen Frau Maria, geborene Zehentmair. Seine Brüder sind Franz (1935–2024) und August Inselkammer (1938–2019).
Seine berufliche Laufbahn begann nach der Ausbildung zum Brauer und Mälzer und dem Absolvieren der Hotelfachschule Bad Wiessee 1969 im Ayinger Hof in Perlach. Im Jahr 1973 übernahm er die Leitung der Gast- und Vergnügungsstätten Platzl KG von seinem Vater und war seitdem Betreiber des Platzl Hotels. Von 1986 bis 1988 ließ er das Hotel neu errichten und erweiterte sukzessive seinen Besitz am Platzl. So gehört neben dem Hotel, dem Gebäude Platzl 1 und dem Restaurant Pfistermühle seit 2000 auch das Wirtshaus Ayingers am Platzl zum Eigentum. Wenig später kamen die Platzl-Gassen hinzu.
Im Jahr 1972 bewarb sich Peter Inselkammer das erste Mal als Wiesnwirt. Nachdem er von 1985 bis 1989 das kleine Zelt Platzl-Wirt mit ca. 80 Plätzen auf dem Münchner Oktoberfest betrieb, übernahm er 1990 das Armbrustschützenzelt. Nach 25 Jahren zog er sich zurück, und übergab 2015 die Leitung an seinen ältesten Sohn Peter jun. Bereits 2000 wurde dieser Geschäftsführer der Gast- und Vergnügungsstätten Platzl KG, 2014 übernahm er die operative Leitung des Platzl Hotels.
Peter Inselkammer hat mit seiner Frau Josefa drei Kinder: Peter (* 1970), Gabriela und Franz.